# Campeonato Catarinense 2005
In 2005 werd het 80ste Campeonato Catarinense gespeeld voor clubs uit Braziliaanse staat Santa Catarina. De competitie georganiseerd door de FCF en werd gespeeld van 23 januari tot 17 april. Criciúma werd kampioen.

## Eerste fase

### Groep A
| Plaats | Club                | Wed. | W | G | V  | Saldo | Ptn. |
| ------ | ------------------- | ---- | - | - | -- | ----- | ---- |
| 1.     | Atlético de Ibirama | 10   | 8 | 1 | 1  | 21:10 |      |
| 2.     | Avaí                | 10   | 7 | 1 | 2  | 18:10 | 22   |
| 3.     | Figueirense         | 10   | 5 | 3 | 2  | 28:10 | 18   |
| 4.     | Guarani de Palhoça  | 10   | 4 | 1 | 5  | 16:18 | 13   |
| 5.     | Chapecoense         | 10   | 2 | 2 | 6  | 11:20 | 8    |
| 6.     | União de Timbó      | 10   | 0 | 0 | 10 | 11:37 | 0    |

|  | Geplaatst voor tweede fase |

### Groep B
| Plaats | Club          | Wed. | W | G | V | Saldo | Ptn. |
| ------ | ------------- | ---- | - | - | - | ----- | ---- |
| 1.     | Joinville     | 10   | 6 | 3 | 1 | 18:9  | 21   |
| 2.     | Metropolitano | 10   | 4 | 4 | 2 | 11:9  |      |
| 3.     | Marcílio Dias | 10   | 4 | 3 | 3 | 15:17 | 15   |
| 4.     | Criciúma      | 10   | 3 | 4 | 3 | 15:12 | 13   |
| 5.     | Lages         | 10   | 2 | 4 | 4 | 10:14 | 10   |
| 6.     | Tubarão       | 10   | 1 | 2 | 7 | 16:24 | 5    |

|  | Geplaatst voor tweede fase |

## Tweede fase

### Groep C
| Plaats | Club                | Wed. | W | G | V | Saldo | Ptn. |
| ------ | ------------------- | ---- | - | - | - | ----- | ---- |
| 1.     | Criciúma            | 6    | 3 | 2 | 1 | 12:8  | 11   |
| 2.     | Atlético de Ibirama | 6    | 3 | 1 | 2 | 11:11 | 10   |
| 3.     | Figueirense         | 6    | 1 | 3 | 2 | 3:5   | 6    |
| 4.     | Metropolitano       | 6    | 1 | 2 | 3 | 7:9   | 5    |

|  | Geplaatst voor knock-outfase |

### Groep D
| Plaats | Club               | Wed. | W | G | V | Saldo | Ptn. |
| ------ | ------------------ | ---- | - | - | - | ----- | ---- |
| 1.     | Joinville          | 6    | 3 | 2 | 1 | 10:6  | 11   |
| 2.     | Avaí               | 6    | 3 | 1 | 2 | 7:6   | 10   |
| 3.     | Guarani de Palhoça | 6    | 3 | 0 | 3 | 7:8   | 9    |
| 4.     | Marcílio Dias      | 6    | 1 | 1 | 4 | 7:11  | 4    |

|  | Geplaatst voor knock-outfase |

## Knock-outfase
|  | Halve finale        | Halve finale        | Halve finale |   |          | Finale | Finale | Finale |
|  |                     |                     |              |   |          |        |        |        |
|  | Avaí                | 3                   | 1            |   |          |        |        |        |
|  | Criciúma            | 2                   | 3            |   |          |        |        |        |
|  | Criciúma            | 2                   | 3            |   | Criciúma | 1      | 1      |        |
|  |                     |                     |              |   | Criciúma | 1      | 1      |        |
|  |                     | Atlético de Ibirama | 1            | 0 |          |        |        |        |
|  | Atlético de Ibirama | Atlético de Ibirama | 1            | 0 | 1        | 2      |        |        |
|  | Atlético de Ibirama |                     |              |   | 1        | 2      |        |        |
|  | Joinville           | 0                   | 2            |   |          |        |        |        |

### Kampioen
| Campeonato Catarinense de 2005 |
| Santa Catarina                 |
| ------------------------------ |
| CRICIÚMA Kampioen (9° titel)   |